# Pivarska zadruga Šerpasi
Pivarska zadruga Šerpasi predstavlja grupu kućnih pivara iz Istočnog Sarajeva koji su iz hobija sa radom počeli u novembru 2014. godine. 

## Porijeklo naziva
Porijeko naziva "Šerpasi" veže se za činjenicu da ovi kućni pivari svoju pivu proizvode isključivo u kućnim uslovima tj. u šerpi od 40 litara koja je osnovna posuda za pravljenje (kuvanje) piva.

## Dosadašnji rad
Do sada su se u svom radu najviše fokusirali na proizvodnju IPA-e stila piva, koji spada u visoko zahmeljena piva. Prepoznatljivi su po svojim proizvodima:
- "Dripac" (dark IPA),
- "Tigrasti smut" (APA),
- "El kastigo" (Stout)[1].

## Učešće na festivalima i događajima
Aktivni su članovi Udruženja građana "Kištra" iz Istočnog Sarajeva od 2017. godine. Zajedno su učestvovali na četiri festivala zanatskog piva koje je organizovalo ovo udruženje. Na prvom festivalu zanatskog piva koje je održano u Istočnom Sarajevu (17.09.2016.)pojavili pod nazivom "BrewBerry Hills". Ipak, nakon toga uslijedila je promjena imena zbog toga što naziv "Šerpasi" bolje odražavaju karakter i interesovanja ovih kućnih pivara   
U decembru 2017. godine su uzeli su učešće i u okviru događaja "Zima u Istočnom Novom Sarajevu" koju je organizovala opština Istočno Novo Sarajevo.